# Antonio Palenzuela
Antonio Palenzuela Velázquez (Valladolid, 17 de enero de 1919 - Segovia, 8 de enero de 2003) Obispo de la diócesis de Segovia entre 1969 y 1995. Interpretó y aplicó las enseñanzas del Concilio Vaticano II en la diócesis segoviana.

## Biografía
Fue ordenado sacerdote en Madrid en 1945, trabajando en varias parroquias de la diócesis madrileña y dando clases como profesor del Seminario de Madrid. En 1954, desempeñó el puesto de capellán de la catedral de Bilbao, cargo que ocupó durante tres años. Además fue vicerrector de la Iglesia Nacional Española de Santiago y Montserrat de Roma.
En 1970 fue nombrado obispo de Segovia, cargo al que renunció pasados 25 años, alegando razones de edad. Dicha renuncia fue aceptada por el papa Juan Pablo II. 
Asimismo, entre 1984 y 1993 fue presidente de la Comisión episcopal para la Doctrina de la Fe.
Falleció en 2003, reposando sus restos en la Catedral de Segovia, en el centro de la capilla de San Antón.

### Polémico episcopado
Defensor de los Derechos Humanos, su defensa de los sacerdotes encerrados en la Cárcel concordataria de Zamora y la denuncia de la torturas recibidas por estos eclesiásticos opuestos a la Dictadura de Francisco Franco le valieron multitud de amenazas por los partidarios del Régimen y un inicio de procesamiento penal en 1973.  
Entre los posibles contactos con los grupos ilegales durante el franquismo, el enfrentamiento con el Régimen ─abandonando el Palacio Episcopal y arrendando un piso para vivir frente del Seminario Conciliar─ y la aplicación de los cambios que el Concilio Vaticano II enseñaba, la secularización de parte del clero segoviano y la extinción de vocaciones en el seminario diocesano, hacen de que su gobierno no pasará a la Historia como uno de los fértiles y fructíferos en la expansión del Evangelio para los sectores más tradicionalistas de la Diócesis.